# Hadwin & Stopher Memorial

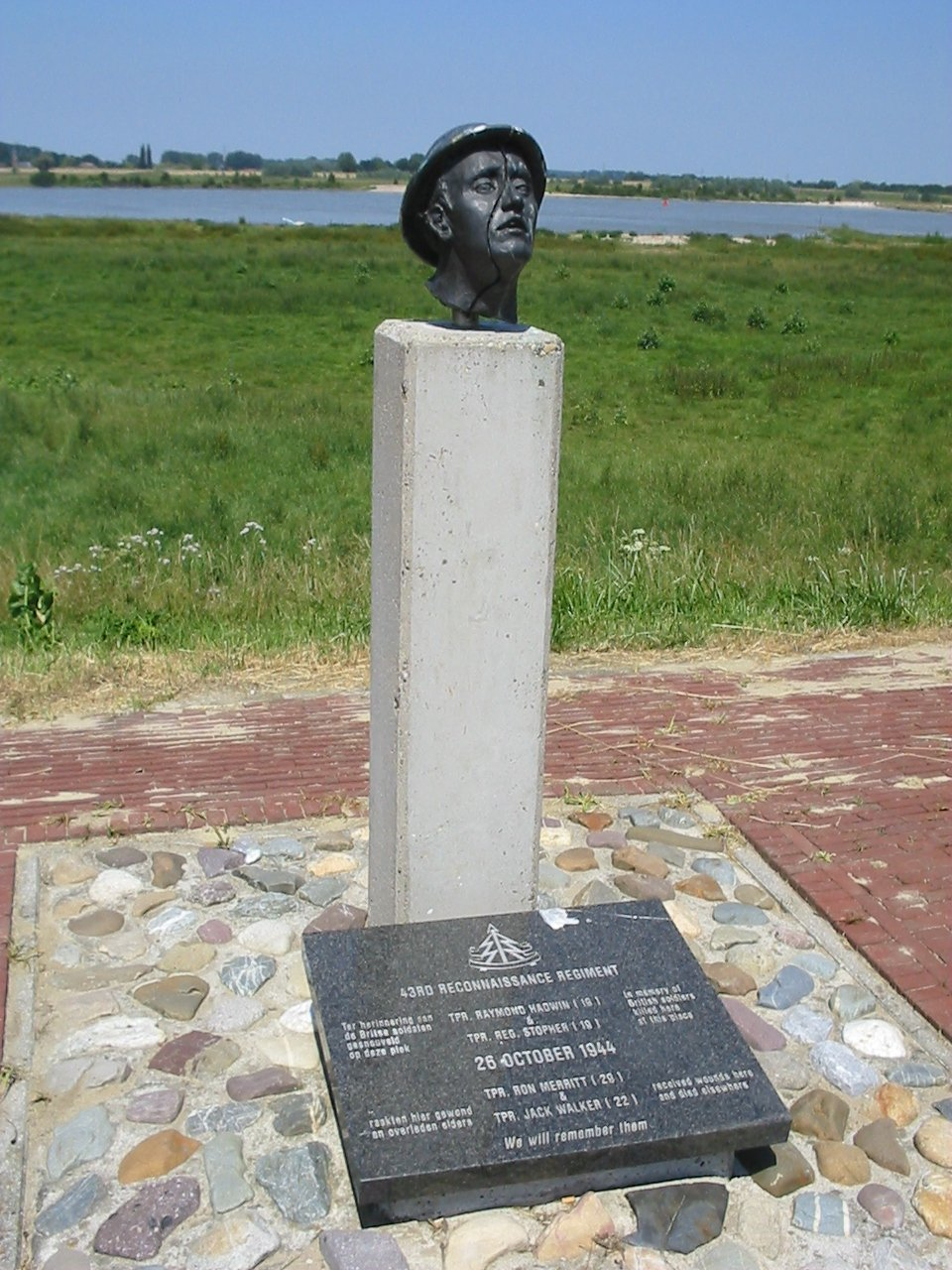
Hadwin & Stopher Memorial aan de Waaldijk

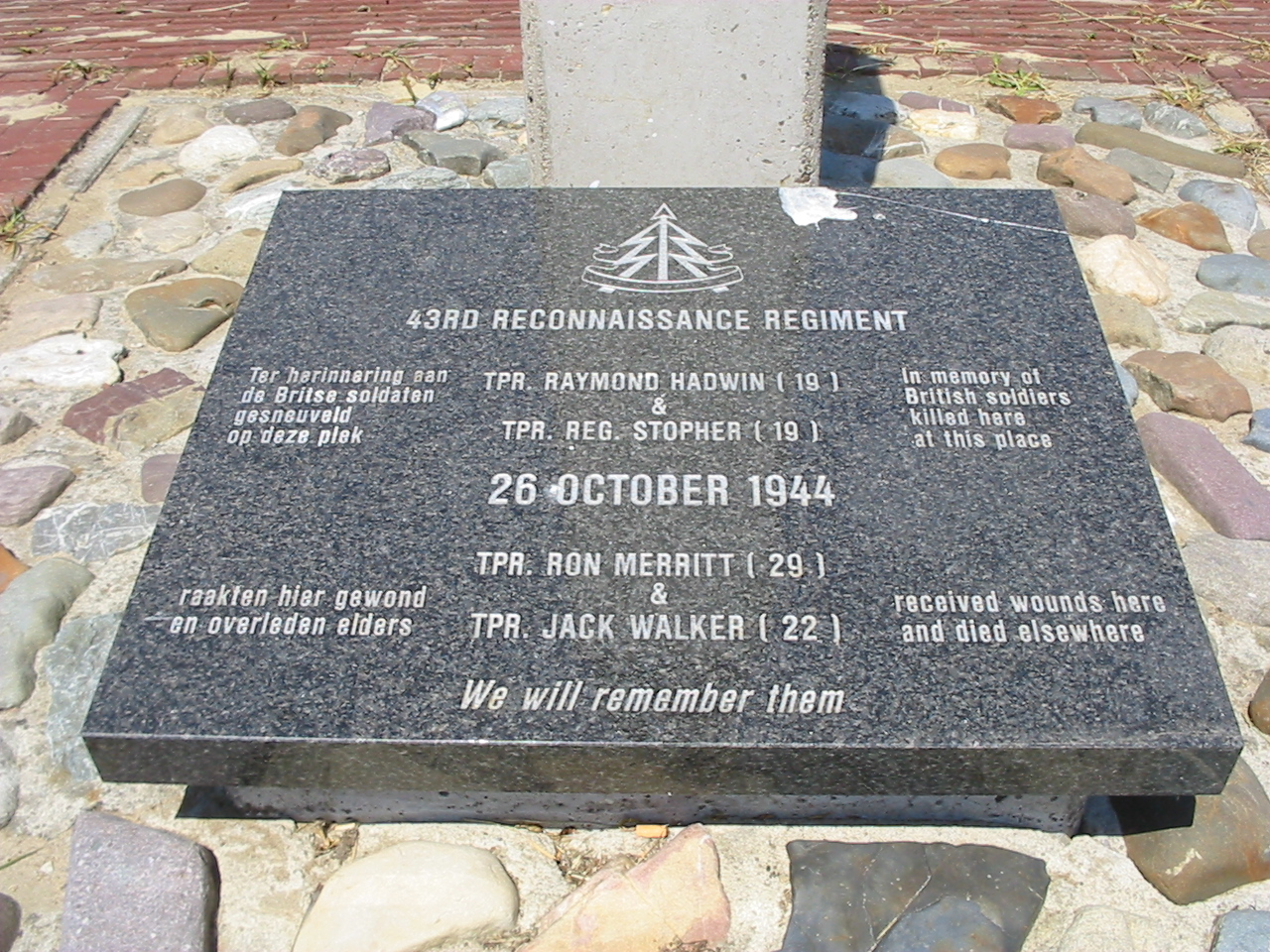
De tweetalige plaquette

Het Hadwin & Stopher Memorial is een oorlogsmonument aan de Waaldijk nabij Nieuw Fort St. Andries in Heerewaarden.
Het monument, ontworpen door Martin van den Houdt, werd onthuld op 26 oktober 1999 en bestaat uit een bronzen sculptuur welke het gezicht van een Engelse soldaat voorstelt. De sculptuur is geplaatst op een anderhalve meter hoge betonnen pilaar. Voor de pilaar is een zwart marmeren plaquette aangebracht.
Met het monument worden vier Engelse soldaten herdacht die op 26 oktober 1944 tijdens een patrouille vanuit Dreumel bij het fort in een hinderlaag liepen en daarbij om het leven kwamen. Het monument is geadopteerd door leerlingen van basisschool De Oversteek uit Dreumel.
In de eerste week van 2012 werd de bronzen sculptuur van de sokkel verwijderd en meegenomen. Op 4 mei 2012 is op initiatief van de plaatselijke bevolking en de maker een nieuw ontwerp, van hetzelfde hoofd in cortenstalen schijfjes, onthuld.